# Annamia thuathienensis
Annamia thuathienensis är en fiskart som beskrevs av Nguyen 2005. Annamia thuathienensis ingår i släktet Annamia och familjen grönlingsfiskar. Inga underarter finns listade i Catalogue of Life.